# La Cámpora
| Logo der Cámpora |                            |
| Basisdaten       |                            |
| Gründungsdatum:  | 2006                       |
| Generalsekretär: | Andrés Larroque            |
| Sitz:            | Buenos Aires               |
| Website:         | https://www.lacampora.org/ |

La Cámpora ist eine politische Organisation in Argentinien, die 2003 als Jugendorganisation des Partido Justicialista gegründet wurde. Sie ist eine Organisation des Kirchnerismo und eng mit Cristina, Néstor und Máximo Kirchner verwoben.

## Entstehung

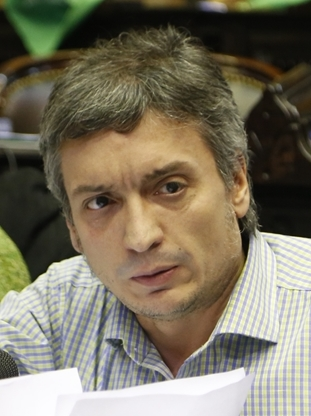
Máximo Kirchner, 2018

Kurz nach dem Zusammenbruch der argentinischen Wirtschaft in der Argentinien-Krise 2001 und dem Präsidentschaftsantritt von Néstor Kirchner (2003) bildete sich die Cámpora – zunächst noch als informeller Zusammenschluss von jungen Unterstützern – auf Geheiß des Präsidenten rund um dessen Sohn Máximo Kichner. Bereits zu dem Zeitpunkt gehörte Andrés Larroque, der spätere Generalsekretär der Cámpora, zu den stärksten Unterstützern. Ab 2006 formalisierte sich dieses Bündnis stärker.
Die Organisation ist nach dem Präsidenten Hector J. Cámpora benannt, der vom 25. Mai bis zum 13. Juli 1973 Präsident Argentiniens war und dessen primäres Ziel es war, Juan Domingo Perón die Rückkehr aus dem Exil nach Argentinien und ins Präsidentenamt zu ermöglichen.

## Politische Ausrichtung und Aktivismus

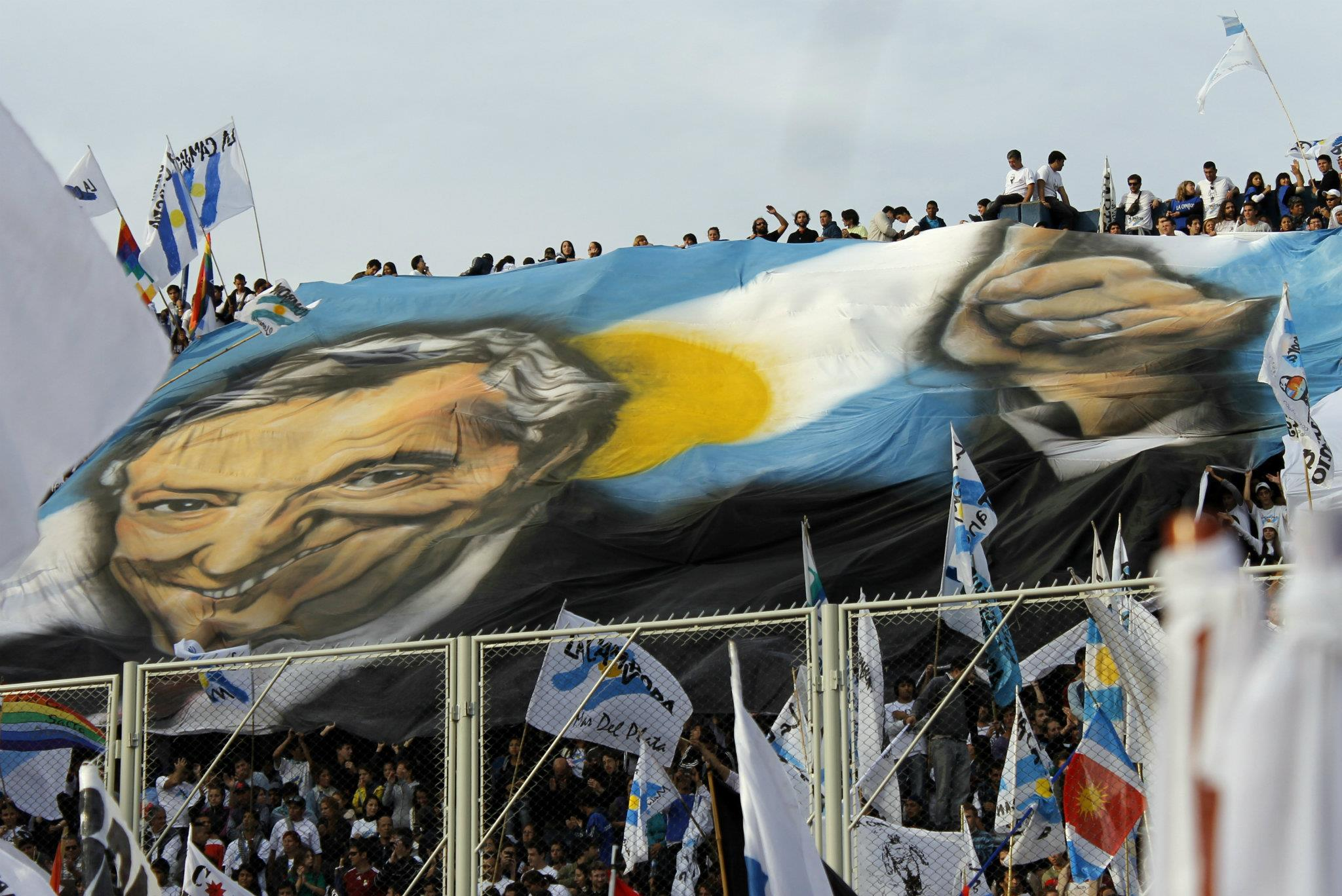
Kundgebung der Cámpora (2018) in Vélez Sarsfield mit dem Motiv Néstor Kirchners

Die politische Ausrichtung der Cámpora dreht sich um die Unterstützung der Politik, die von Néstor Kirchner und Cristina Kirchner als Präsidenten realisiert wurde (Kirchnerismo), insbesondere geht es um die Unterstützung der Person Cristina Kirchners selbst.
Die Cámpora rekrutiert ihre Mitglieder vor allem aus dem linken politischen Spektrum, darunter auch aus anarchistischen, sozialistischen und zapatistischen (Studenten-)Bewegungen. Es bestehen auch enge Verbindungen zu Menschenrechtsorganisationen wie H.I.J.O.S. Die Cámpora spricht sich gegen den Neoliberalismus aus.
Die Cámpora übt ihren Einfluss auf öffentliche Diskurse unter anderem durch Demonstrationen, Bildungsangebote (Workshops, Symposien) oder Solidaritätsaktionen (etwa angesichts der Überschwemmungen in La Plata 2013) aus. Dabei aktiviert sie bei einzelnen Aktionen mitunter mehrere Zehntausend Mitglieder.

## Entwicklung und Einfluss auf Politik und Wirtschaft
Zu Beginn hatte die Cámpora vor allem einen Einfluss bei jungen Personen im universitären Umfeld, primär in Buenos Aires, an der Universidad de Buenos Aires. Zunächst waren die erklärten Cámpora-Anhänger auf politischer Ebene nicht sehr sichtbar. Dafür erhielten jedoch zahlreiche Mitglieder der Cámpora Managerpositionen im Verwaltungsapparat und in großen Privatunternehmen. Beim Erlangen dieser Positionen haben auch die Präsidenten Néstor und Cristina Kirchner mitgeholfen. So wurden zwischen 2009 und 2011 rund 500 Cámpora-Unterstützer im Unternehmen Aerolíneas Argentinas neu eingestellt, unter anderem der neue Geschäftsführer Mariano Recalde, und es gelangten mit Beginn der zweiten Präsidentschaft Cristina Kirchners (2011) weitere 7.000 - 8.000 Cámpora-Mitglieder an neue Positionen im Staatsapparat oder bei mit dem Staat kooperierenden Unternehmen. Über diese Einflussmöglichkeiten insbesondere im Luftfahrt- und Transportsektor übte La Cámpora auch Einfluss auf Tarifverhandlungen aus und wurde zu einem Gegenspieler zu etablierten Gewerkschaften wie der Confederación General de Trabajo. Ebenso finden sich zahlreiche Cámpora-Mitglieder auf der Leitungsebene führender Energie- und Medienunternehmen.
Der politische Einfluss der Cámpora stieg insbesondere nach dem Tod von Néstor Kirchner (2010) und mit dem Beginn der zweiten Präsidentschaft von Cristina Kirchner (2011). Vor dieser Wahl platzierte Kirchner mehrere Cámpora-Führungskräfte auf aussichtsreichen Listenplätzen, darunter Andrés Larroque, Mayra Mendoza und Eduardo de Pedro, die allesamt bereits zum Kreis politischer Freunde von Máximo und Néstor Kirchner im Jahr 2003 gezählt hatten und nun einen Sitz im Parlament erhielten. Die Cámpora wurde so auch zu einer wichtigen Machtbasis für Cristina Kirchner. 2013 erhielt mit Axel Kicillof ein Cámpora-Anhänger mit dem Wirtschaftsministerium einen der einflussreichsten Posten in Argentinien. In jenem Jahr verzeichnete die Organisation rund 60.000 aktive Unterstützer. Neben Larroque ist Máximo Kirchner die wichtigste Führungspersönlichkeit der Cámpora.
Während der Präsidentschaft von Alberto Fernández (ab 2019) baute die Cámpora ihren Einfluss im Staat und innerparteilich weiter aus. Zahlreiche Posten in den Ministerien, vor allem in zweiter Reihe, wurden von Cámpora-Mitgliedern besetzt. Die Cámpora unterstützte offen die Vizepräsidentin Cristina Kirchner auch in andauernden Konflikten zwischen ihr und dem Präsidenten. So erklärte die Cámpora, dass sie eine weitere Präsidentschaft Fernández nicht prinzipiell unterstützen werde, sondern das Hauptaugenmerk auf einer weiteren Stärkung des Kirchnerismus – nötigenfalls auch gegen den Präsidenten – liege.